# Циклічний многогранник
Циклі́чний многогра́нник — опуклий многогранник, вершини якого лежать на кривій {\displaystyle t\mapsto (t,t^{2},\dots ,t^{d})} в {\displaystyle \mathbb {R} ^{d}}.

## Конструкція
Нехай
{\displaystyle \mathbf {x} (t)=(t,t^{2},\dots ,t^{d})\in \mathbb {R} ^{d}}
і {\displaystyle t_{1}<t_{2}<\dots <t_{n}}.
Опукла оболонка {\displaystyle n} точок {\displaystyle \mathbf {x} (t_{1}),\mathbf {x} (t_{2}),\ldots ,\mathbf {x} (t_{n})} називається {\displaystyle d}-вимірним циклічним многогранником з {\displaystyle n} вершинами і далі позначається {\displaystyle C(n,d)}.

## Властивості
- Критерій Гейла: Нехай {\displaystyle T=\{t_{1},t_{2},\dots ,t_{n}\}}, і {\displaystyle T_{d}\subset T} — підмножина з {\displaystyle d} елементів. Гіпергрань у {\displaystyle C(n,d)} відповідає {\displaystyle T_{d}} тоді й лише тоді, коли між будь-якими двома сусідніми числами в {\displaystyle T_{d}} лежить парне число чисел {\displaystyle T}.
- Будь-які {\displaystyle \lfloor {\tfrac {d}{2}}\rfloor } вершин {\displaystyle C(n,d)} утворюють грань.
  - Зокрема, будь-які дві вершини 4-вимірного циклічного многогранника з'єднані ребром.
- Число {\displaystyle i}-вимірних граней у {\displaystyle C(n,d)} при {\displaystyle 0\leq i<\lfloor {\frac {d}{2}}\rfloor } дорівнює {\displaystyle {\binom {n}{i+1}}}.
  - Використовуючи тотожності Дена — Сомервіля, можна знайти число граней старших розмірностей.
  - Для будь-якого {\displaystyle k} серед усіх {\displaystyle d}-вимірних многогранників з {\displaystyle n} вершинами циклічні многогранники мають найбільше число {\displaystyle k}-вимірних граней.